# The Devil's Son
"The Devil's Son" is een nummer van de Nederlandse zanger Danny Vera. Het nummer verscheen op zijn album Distant Rumble uit 2013. Op 1 november van dat jaar werd het uitgebracht als de eerste single van het album.

## Achtergrond
"The Devil's Son" is geschreven door Vera en geproduceerd door Vera, Reyer Zwart en Frans Hagenaars. Het nummer gaat over een man die er in eerste instantie normaal uitziet, maar met zware psychische problemen kampt. Deze zijn veroorzaakt door zijn ouders, die hem slecht behandelden en hem daardoor ook wel de zoon van de duivel noemden. Hierdoor doet hij vreemde dingen tegenover zijn beste vriend: hij bespiedt diens vriendin onder de douche, kijkt hij porno op diens tv en houdt hij op bed een pistool tegen diens hoofd, zodat hij zich levend voelt. Desondanks zit hij soms alleen en denkt hij na over de dingen die hij heeft gedaan. Uiteindelijk moet hij een keuze maken tussen het zoeken van een psychiater of zelfmoord plegen.
Naar eigen zeggen is "The Devil's Son" de plaat die Vera altijd al in zijn hoofd had. Het nummer werd uitgebracht als de eerste single van het vijfde album van Vera, getiteld Distant Rumble. De videoclip voor het nummer is opgenomen in de Oostkerk in Middelburg en geregisseerd door de broers Matthias en Sebastiaan Hoekman.

## Hitnoteringen
Het werd geen grote hit, maar bleek desondanks een populair nummer: in 2020 stond het in Nederland voor het eerst in de eindejaarslijst Top 2000 van NPO Radio 2.

### NPO Radio 2 Top 2000
| Nummer met noteringen in de NPO Radio 2 Top 2000 | '20  | '21  | '22  | '23  | '24  |
| ------------------------------------------------ | ---- | ---- | ---- | ---- | ---- |
| The Devil's Son                                  | 1077 | 1455 | 1561 | 1609 | 1731 |

1. ↑  Een vetgedrukt getal geeft de hoogste notering aan.
2. ↑  2020 was het eerste jaar met een notering voor dit nummer.